# San Giovanni Suergiu
San Giovanni Suergiu är en ort och kommun i provinsen Sydsardinien i regionen Sardinien i sydvästra Italien. Kommunen hade 6 018 invånare (2017).